# Gerhard Wies
Gerhard Wies (* 11. April 1961) ist ein deutscher Behindertensportler.

## Karriere
Als schwerbehinderter querschnittsgelähmter Rollstuhlfahrer wurde Wies Mitglied des Sportvereins RSC Main Kinzig/Hessen. Hier trainierte er im Kugelstoßen, Diskuswurf und Speerwurf. Seine Leistungen überzeugten, sodass er an den Leistungswettbewerben für behinderte Sportler dieser Disziplinen teilnehmen konnte. Er wurde 1999 Deutscher Meister im Speerwurf und 1998 Weltmeister in dieser Disziplin.
Bei den Paralympischen Spielen 2000 in Sydney und 2004 in Athen nahm er teil. Dabei gewann er 2000 eine Bronzemedaille und 2004 eine Silbermedaille im Kugelstoßen in der Klasse F 56.
Für seine sportlichen Erfolge wurde er 2001 mit dem Silbernen Lorbeerblatt ausgezeichnet.